# Rush Rhees Könyvtár
A Rush Rhees Könyvtár (angolul: Rush Rhees Library) a legnagyobb felsőoktatási könyvtár a Rochesteri Egyetem River campusán. Az egyik legismertebb épülete a campusnak, 1927-ben kezdték meg az építkezéseket rajta. 1930-ban adták át a campus első épületeivel együtt. Benjamin Rush Rheesről, az egyetem harmadik elnökéről kapta nevét. 1970-ben kibővítették az épületet, ahol napjainkban számítástechnikai és adminisztrációs irodák is vannak. A Rush Rhees a River Campus Könyvtárrendszer legfontosabb intézménye, összességében 3 millió példánnyal rendelkezik. Egészen 2021-ig az 1930-ban beépített liftek működtek az épületben.

## A könyvtár részlegei
Művészeti és zenei Könyvtár
Ez a részleg az épület földszintjén található, nagyjából 160 ezer példánynak ad otthont. Található itt egy galéria és több, diákok által használható tanulószoba is.
Barbara J. Burger iZone
Az iZone a könyvtár egyik modern tanulórészlege, lefoglalható szobákkal, helyiségekkel és egy körszínházzal. Az egyetem több kara közreműködött létrehozásában és fenntartásán. Gyakran tartanak itt előadásokat is, az egyetemről és azon kívülről meghívott újítókkal és aktivistákkal. A HOLT Architects volt a részleg kivitelezője.
Janis és James S. Gleason Könyvtár
A River campus egyetlen könyvtárrészlege huszonnégy órás nyitvatartással, lehetőséget ad egyéni és csoportos munkára.
Ritka Könyvek, Különleges Gyűjtemények és Megőrzési Osztály
A könyvtár ezen részlege, régi, történelmi jelentőségű munkákat őriz. Több olvasószoba is található itt, gyakran tartanak kiállításokat, esetekben digitálisan. Ezen az osztályon kap helyet az Egyetemi Archívum is, ami az összes, egyetemmel kapcsolatos dokumentumot és okmányt tartalmazza.
Rossell Hope Robbins Könyvtár és Koller–Collins Angol Tanulmányi Központ
Az intézmény ezen könyvtára középkori tudományokra koncentrál. Az angol irodalmi kar fő gyűjteménye is itt található meg.

## Az óratorony
A Rush Rhees-torony 57 méter magas és otthont ad a Hopeman Memorial Carillonnak, ami a város legnagyobb hangszere és mindössze egyike a hatnak az államban. Ötven, Hollandiából beszállított harangból áll, súlya 3025 kilogram.

## A könyvtár termei
Az alábbi listán azon a termek és olvasószobák szerepelnek, amik a diákok számára elérhetők.
- Friedlander Előcsarnok
- Great Hall
- Hawkins–Carlson Szoba
- Lam Terem
- Messinger Tanulószoba
- Periodical Olvasószoba
- Welles–Brown Szoba

## Nyitvatartás
| Nap       | Nyitvatartás |
| --------- | ------------ |
| Hétfő     | 08:00–00:00  |
| Kedd      | 08:00–00:00  |
| Szerda    | 08:00–00:00  |
| Csütörtök | 08:00–00:00  |
| Péntek    | 08:00–00:00  |
| Szombat   | 10:00–00:00  |
| Vasárnap  | 10:00–00:00  |

## Galéria
- Az épület kívülről, 2018-ban
- A Great Hall 2018-ban
- Olvasószoba a könyvtárban
- A Hawkins–Carlson Szoba 2018 októberében, az egyetem egyik ünnepsége közben
- A 2017-es diplomaosztó estéje
- 2017 márciusában, az észak-amerikai hóvihar után
- A főbejárat
- A Sibley Hall szobrai
- A Sibley Hall szobrai 2018 karácsony este
- A Welles–Brown Szoba
- A könyvtár keleti oldala